# Copo de Faraday
Um copo de Faraday é um copo metálico (condutivo) projetado para capturar partículas carregadas no vácuo. A corrente elétrica resultante pode ser medida e usada para determinar o número de íons ou elétrons atingindo o copo. O copo de Faraday é nomeado em homenagem a Michael Faraday que primeiro teorizou íons em torno de 1830.